# Lupercal

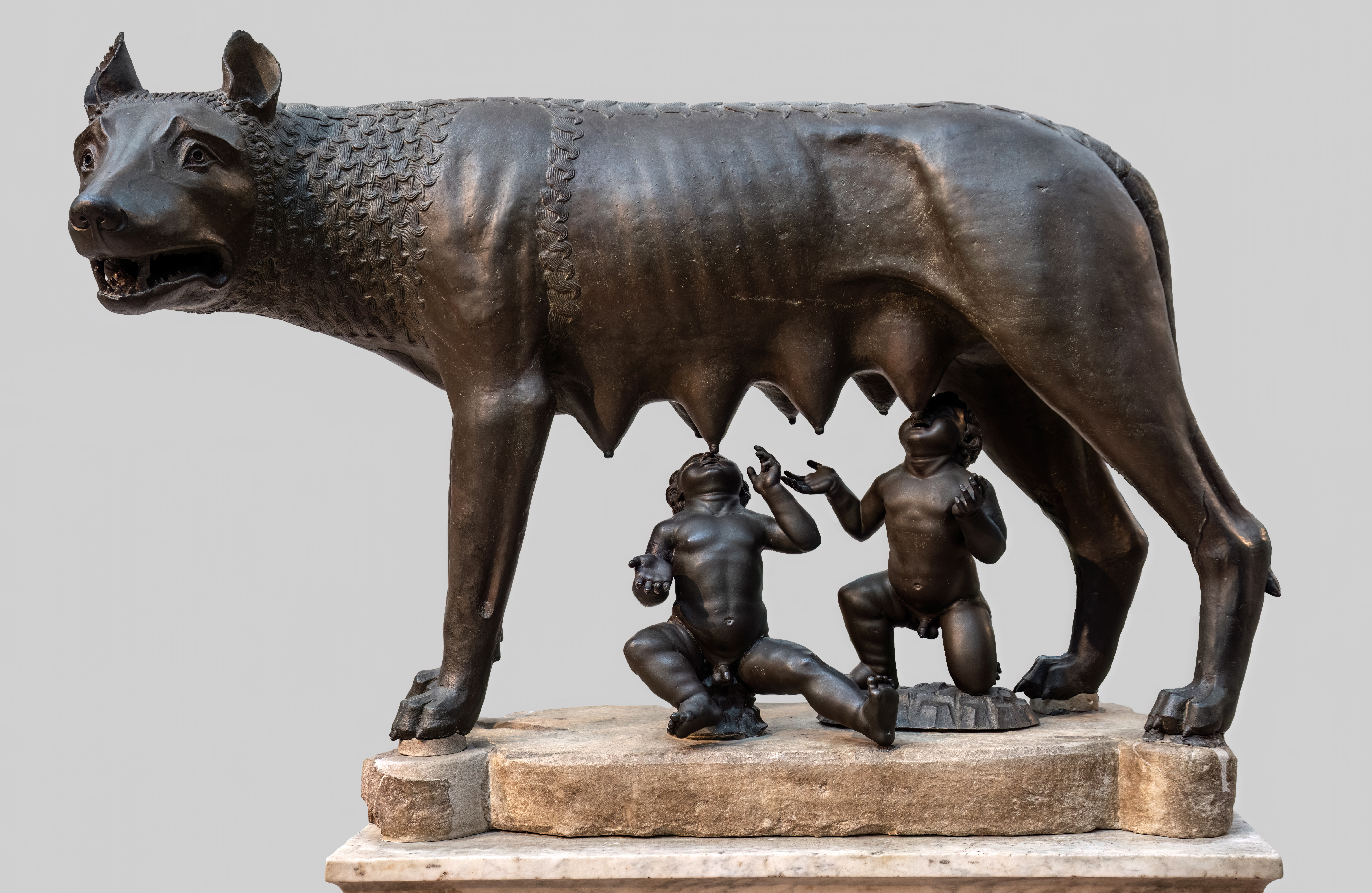
Die Wölfin säugt Romulus und Remus

Das Lupercal war eine Höhle am Hügel Palatin und eine der wichtigsten Kultstätten der antiken Stadt Rom.
Laut dem Gründungsmythos Roms wurden dort die Zwillinge Romulus und Remus von einer Wölfin gesäugt, bevor sie 753 v. Chr. die Stadt gründeten.
Das Lupercal lag am Fuß des Palatins. Es wurde unter Augustus wieder hergerichtet.
Vom Lupercal leitete sich das religiöse Fest der Lupercalien und die Priesterschaft der Luperci ab.
Italienische Archäologen, die 2007 bei Bohrungen im römischen Palastviertel in 16 Metern Tiefe eine Höhle entdeckten, vermuten, dass es sich um das Lupercal handeln könne, was unter anderen der Chef der römischen Archäologiebehörde, Adriano La Regina, jedoch ausschließt. Seiner Meinung nach handelt es sich um ein Nymphäum, er geht aber ebenfalls von einem archäologisch bedeutenden Fund aus.
Die teilweise eingestürzte Grotte ist mit Muscheln und Marmor geschmückt. Die Archäologen vermaßen die Höhle mit Endoskopen und Lasern, weil sie fürchteten, sie werde bei Ausgrabungen weiter beschädigt. Die Höhe wird auf acht Meter und der Durchmesser auf 7,5 Meter geschätzt. Bei weiteren Ausgrabungen soll nach dem Eingang zu der heiligen Stätte gesucht werden.